# 拉庞蒂
拉庞蒂（法語：Lapenty，法語發音：[lapɑ̃ti]）是法国芒什省的一个市镇，属于阿夫朗什区。

## 地理
拉庞蒂（48°34'45"N, 1°0'25"W）面积14.89 平方千米，位于法国诺曼底大区芒什省，该省份为法国西北部沿海省份，西、北、东北三面环大西洋，东起顺时针与卡爾瓦多斯省、奧恩省、马耶讷省和伊勒-维莱讷省接壤。
与拉庞蒂接壤的市镇（或旧市镇、城区）包括：穆利讷、格朗帕里尼、比艾莱蒙、莫尔坦博卡日、圣伊莱尔迪阿库埃。

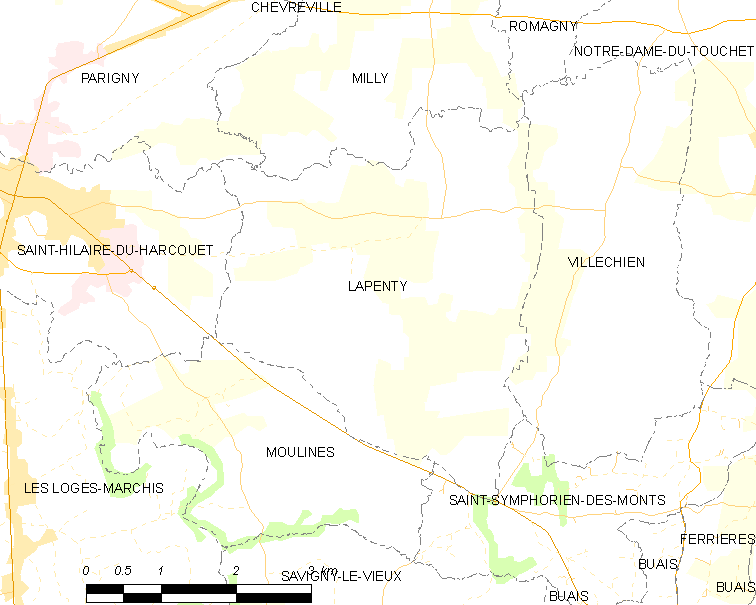
拉庞蒂的OSM定位图

拉庞蒂的时区为UTC+01:00、UTC+02:00（夏令时）。

## 行政
拉庞蒂的邮政编码为50600，INSEE市镇编码为50263。

## 政治
拉庞蒂所属的省级选区为圣伊莱尔迪阿库埃县。

## 人口

1962-2008年间拉庞蒂人口变化图示

拉庞蒂于2022年1月1日时的人口数量为382人。